# Zimafej Filin
Zimafej Iharawitsch Filin (belarussisch Цімафей Ігаравіч Філін, russisch Тимофей Игоревич Филин/Timofei Igorewitsch Filin; * 18. Juni 1984 in Minsk, Weißrussische SSR) ist ein ehemaliger belarussischer Eishockeyspieler, der zuletzt bis 2017 bei Metallurg Schlobin in der Extraliga gespielt hat.

## Karriere
Der Stürmer begann seine Karriere in der Saison 2000/01 bei Junost Minsk. 2002/03 spielte in Kanada für die Oshawa Generals, die ihn beim CHL Import Draft 2002 in der ersten Runde als insgesamt 22. Spieler ausgewählt hatten, in der OHL und kehrte danach zurück zu Junost Minsk, wo er 2004 belarussischer Meister wurde. 2004 wechselte Filin zum HK Dinamo Minsk, für die er in der zweiten Mannschaft spielte. 
Nach seiner Dopingsperre spielte Filin 2007/08 für die erste Mannschaft von Dinamo Minsk in der Extraliga. Danach ging er zum HK Homel, wo er fünf Jahre unter Vertrag stand und 2012 Pokalsieger wurde. 2013 wechselte er zu Metallurg Schlobin, wo er 2017 seine Karriere beendete.

### International
Im Juniorenbereich spielte Filin für Belarus zunächst bei der U18-Weltmeisterschaft 2002. Anschließend nahm er mit der U20-Nationalmannschaft an der Junioren-Weltmeisterschaft der Division I 2004 teil, als der Aufstieg in die Top-Division gelang.
Für die Weltmeisterschaft 2005 wurde er in die belarussische Nationalmannschaft berufen. Gleich nach dem ersten Spiel wurde er bei der Dopingkontrolle positiv auf Norandrosteron getestet und für zwei Jahre gesperrt.

## Erfolge und Auszeichnungen
- 2004 Belarussischer Meister mit dem HK Junost Minsk
- 2004 Aufstieg in die Top-Division bei der U20-Weltmeisterschaft der Division I, Gruppe B
- 2012 Belarussischer Pokalsieger mit dem HK Homel